# Siboglinum plumosum
Siboglinum plumosum är en ringmaskart som beskrevs av Ivanov 1957. Siboglinum plumosum ingår i släktet Siboglinum och familjen skäggmaskar. Inga underarter finns listade i Catalogue of Life.